# Heinrich Max Imhof

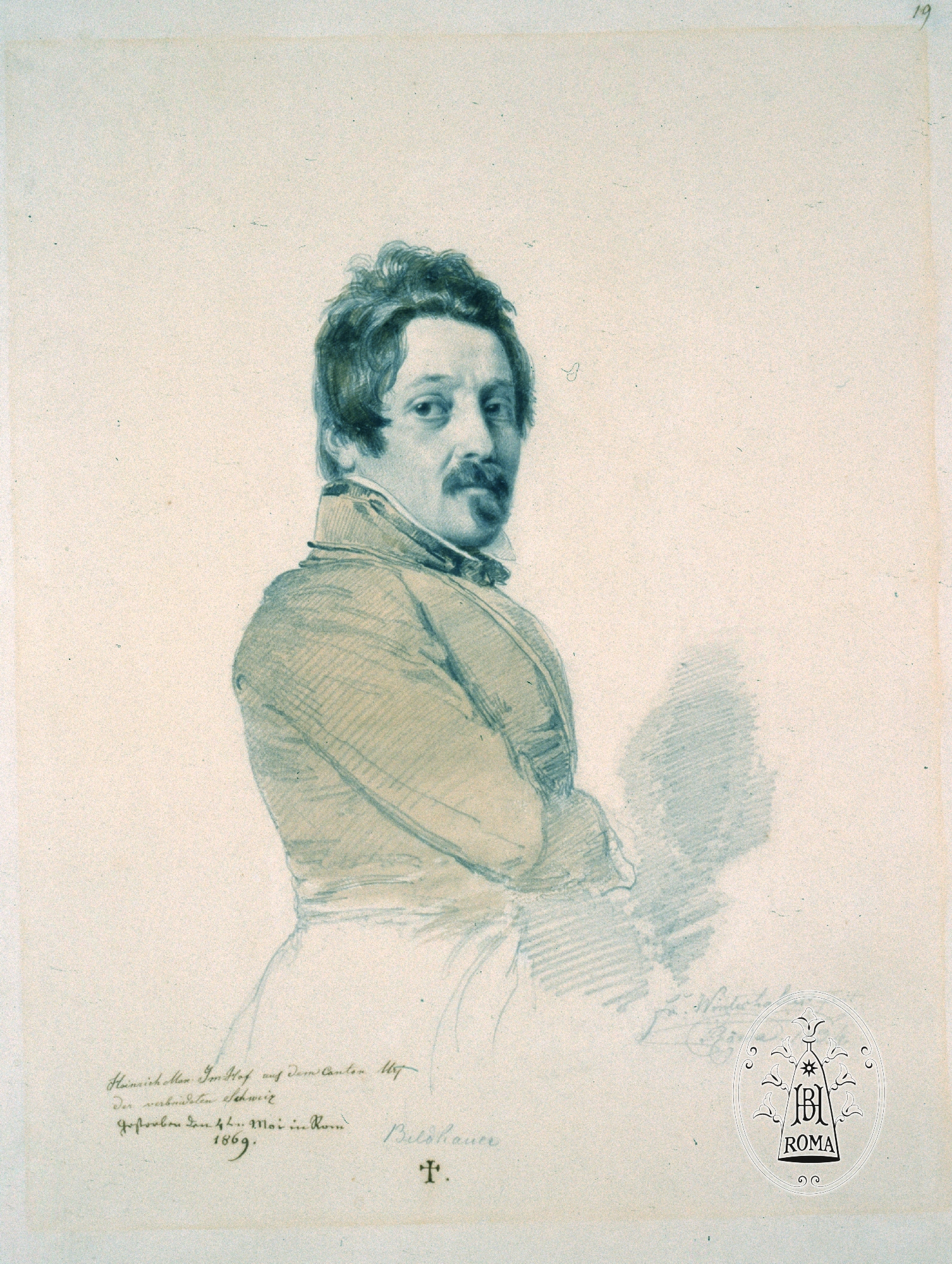
Porträtt av Heinrich Max Imhof (okänd konstnär).

Heinrich Maximilian Imhof, född den 14 maj 1798, död den 4 maj 1869, var en schweizisk bildhuggare.
Imhov var elev till Johann Heinrich Dannecker och Bertel Thorvaldsen. Åren 1836–38 var han restaurator vid arkeologiska utgrävningar i Aten. Bland Imhofs i klassisk stil utförda arbeten märks Hagar med Ismael (1843, i Sankt Petersburg) och Rebecka (i Basel).